# 宗山塁
宗山 塁（むねやま るい、2003年2月27日 - ）は、広島県三次市出身のプロ野球選手（内野手）。右投左打。東北楽天ゴールデンイーグルス所属。

## 経歴

### プロ入り前
小学1年生の時に野球を始め、小学6年生の時に広島東洋カープジュニアに選出される。中学時代は軟式の高陽スカイバンズでプレー。高校は広陵高校に進学した。広陵高校では1年生の夏からベンチ入りを果たし、その夏に背番号17、2年生の春に背番号6で、それぞれ甲子園に出場した。
広陵では1年生の秋に明治神宮野球大会に出場し、チーム自体は初戦で星稜の奥川恭伸に抑え込まれコールド負けとなったが、自身は2安打を放つ。同学年に自身と同じ2024年のドラフト会議でプロ入りした渡部聖弥がおり、寮でも同部屋であった。1学年上に石原勇輝がいた（石原とは明治大学でもチームメイトとなった）。
明治大学1年の春から遊撃手のレギュラーに定着、2年生の春には首位打者を獲得し、2年生の秋にも全試合3番打者として活躍したが、2024年2月のオープン戦で右肩にデッドボールを受け骨折した。そのため既に選出されていたトップチームの侍ジャパンシリーズ2024 日本vs欧州代表の合同練習に合流したものの試合を欠場した。春季リーグ戦に間に合わせたものの、オープン戦で右手中指の第一関節を骨折し春季は5試合の出場にとどまり、大学日本代表も選考外になった。リハビリ期間中に「体幹の強化やシーズンを戦い抜くための走る力、体力面を集中的にやった」と話すようにポール間走などといった強度の高いランニングを週3回こなし、「股関節の可動域の左右差をなくす」ストレッチも取り入れていた。
2024年8月18日に行われた読売ジャイアンツの三軍との交流戦に「3番・遊撃手」で先発出場し、2打席連続で二塁打を放って3打席で出塁するといった活躍を見せる。8月31日から9月1日に行われた「北海道ベースボールウィーク2024」で、東京六大学野球の選抜チームに選出・出場した。8月31日には日本ハムの二軍相手に途中出場で2安打を放ち、9月1日の東京六大学オールスター戦で「3番・遊撃手」でフル出場を果たし、先制の適時打を含む2安打で復調ぶりを示した。
9月21日、秋季リーグ・東京大学戦に「3番・遊撃手」で出場し、9回に東大の2人目の投手に対して本塁打を放ち、リーグ通算99安打を記録した。また10月20日の秋季リーグ・早稲田大学戦では7回の二死一塁・三塁走者を置き、2球目を同点適時打にしたことでリーグ通算114安打となり、法政大学出身の小早川毅彦らに並んで歴代10位になった。
2024年10月24日に行われたプロ野球ドラフト会議において西武、楽天、広島、日本ハム、ソフトバンクの5球団から1位指名を受け、抽選の結果、東北楽天ゴールデンイーグルスが交渉権を獲得した。11月20日、契約金1億円、年俸1600万円で入団に合意した（金額は推定）。背番号は1。担当スカウトは沖原佳典。

### 楽天時代
2025年は、開幕戦となった3月28日のオリックス・バファローズ戦で「2番・遊撃手」として先発出場し、プロ初出場。1点差を追う9回にオリックスの守護神アンドレス・マチャドから右前に同点となる適時打を放ち、プロ初安打、初打点を記録した。

## 選手としての特徴
アピールポイントは守備力で、侍ジャパンのトップチーム監督の井端弘和を始めとして、数多くの野球関係者が宗山の守備力を称賛しているという。宗山自身も「多くの試合で色々な場面や打球を経験したことで、プレーにも少し余裕が出るようになり冷静さを保つことができている」と話すように、打撃の面よりも守備の冷静さを意識しているという。
侍ジャパン・トップチームでの練習時には、映像でプロ野球を見ることはあるが「同じグラウンドでプロ選手とコミュニケーションをとり実際にプレーを見られたことが自分にとって大きかった」と述べており、源田壮亮（西武）からも守備のアドバイスを受けていたという。ちなみにチーム帯同時に販売された宗山自身のグッズは即完売したという。
理想とする選手としては遊撃手として活躍した坂本勇人や鳥谷敬を挙げ、結果を残している選手は目指すべき姿だと話している。また、プロ入り後の目標については「打率は3割を超える数字を残して首位打者のタイトルを取りたい。守備面ではゴールデングラブ。好不調の波が少ない選手が1年間戦えると思う。2000本安打も自分の中ではプロでの超一流の1つの基準。もちろん目指したい」と明かしている。

## 人物
父も同じく広陵高校野球部の出身で、名前の由来も野球からである。父とは小さなころから一緒に野球の練習をしており「野球技術のことに限らず私生活の面でも厳しく教えてくれた父のおかげで、今こうやってキャプテンとしてチームを支えられていると思うので、小さい頃は父のことを怖いなと思うこともありましたが、今となっては（あの厳しさがあって）よかったと思います」と話している。
変則左利きで、野球では右投左打、箸は左手で持つ。

## 詳細情報

### 表彰
NPB
- オールスターゲーム敢闘選手賞（2025年第2戦）

### 記録
初記録
- 初出場・初先発出場：2025年3月28日、対オリックス・バファローズ1回戦（京セラドーム大阪）、「2番・遊撃手」で先発出場[16]
- 初打席：同上、1回表に宮城大弥から空振り三振[16]
- 初安打・初打点：同上、9回表にアンドレス・マチャドから右前適時打[17]
- 初盗塁：2025年4月4日、対千葉ロッテマリーンズ1回戦（ZOZOマリンスタジアム）、1回表に二盗（投手：田中晴也、捕手：寺地隆成）[18]
- 初本塁打：2025年4月16日、対福岡ソフトバンクホークス2回戦（みずほPayPayドーム福岡）、3回表に上沢直之から右越ソロ[19]

### 背番号
- 1（2025年[1] - ）